# Fermín Palma Rodríguez
Fermín Palma Rodríguez (Jaén, 20 de julio de 1925) es un médico, humanista y cirujano español.

## Biografía
Nació en Jaén en el año 1925,  hijo del también médico Dr. Fermín Palma García, que además fue Alcalde de Jaén y Presidente de la Diputación Provincial de Jaén.

### Formación médica
Influido por su padre, el doctor Fermín Palma García, cursó estudios de Medicina licenciándose en la Universidad de Granada en 1948. En 1966 obtuvo el doctorado en Medicina y Cirugía en la Universidad de Salamanca con una investigación (acerca de Juan Gutiérrez de Godoy, médico del siglo XVI) dirigida por el prestigioso médico historiador Luis Sánchez Granjel. Fue médico interno del Hospital Provincial de Jaén y especialista médico-quirúrgico de digestivo de la Beneficencia Provincial, ampliando su formación en el Hospital de la Santa Cruz y San Pablo de Barcelona.

### Labor médico-quirúrgica
El doctor Palma Rodríguez obtuvo por concurso las plazas de cirujano en los hospitales de Plasencia y Valencia; asimismo obtuvo la jefatura de los Servicios de Cirugía General en los Hospitales de Córdoba y Jaén y de los Servicios de Cirugía en la Seguridad Social. Fue Jefe de los Servicios de Cirugía y Aparato Digestivo del Centro Hospitalario Princesa de España (Jaén) hasta su jubilación.
Desde sus inicios como médico hasta finales del año 2008, el doctor Fermín Palma también trabajó en la consulta médico-quirúrgica de la Clínica "La Inmaculada", sanatorio jiennense fundado por su padre, el doctor Fermín Palma García, en el año 1925, donde llegó a tratar a 40.000 pacientes.

### Labor investigadora y académica
Amplió su formación académica en centros de medicina como D’Allaine, de París; Valdoni (Roma) y Santy y Pierre Marion (Lyon). También asistió como postgraduado a clases de los doctores Carlos Jiménez Díaz, Carlos González Bueno y otros.
Ha colaborado como profesor en la Cátedra de Cirugía de la Universidad de Sevilla. Y también ha sido frecuente colaborador de la Cátedra de Historia de la Medicina de la Universidad de Salamanca con el doctor Luis Sánchez Granjel. Igualmente explicó Patología Quirúrgica en las Escuelas de Enfermería de Granada y Jaén.
Pertenece a varias instituciones científicas como la Sociedad Española de Cirugía, Sociedad Española y Andaluza de Aparato Digestivo, Sociedad Española de Angiología y Proctología. Miembro fundador de la Asociación Española de Coloproctología (AECP), de la que llegó a ser Presidente en el bienio 1988-1990. También académico numerario de la Real Academia de Medicina de Granada y correspondiente de la Academia de Medicina de Palma de Mallorca así como consejero del Instituto de Estudios Giennenses.
Tiene premios nacionales de varias Academias de Medicina, entre ellos, el Premio Marañón, Miembro de Honor de los Amigos de San Antón, y Olivo de Oro de los poetas de Jaén. Autor, asimismo, de numerosas publicaciones en revistas especializadas y libros tanto profesionales como literarios, destacando su obra clave Jaén en la Historia de la Medicina española (1980), o su más reciente Historia de la Coloproctología Española. Siglos XVIII y XIX (2011).

## Obras

### Artículos en revistas científicas
- "Neurology and don quixote". Eur Neurol. 2012;68(4):247-57. doi: 10.1159/000341338. En colaboración con Palma, J. A.

- "A probable cluster headache case from a textbook of 1726: Francisco Suárez de Rivera's description". Cephalalgia. 2011;31:1232-5. doi:10.1177/0333102411413161. En colaboración con Palma J. A.

- "Andalucía en la historia de la coloproctología". "Cirugía Andaluza" 2011; Vol 22: 314-317

- “Manzaneda y Molina, Juan Bautista. De origen portugués, fallecido en Jaén, donde ejerció la medicina y cirugía durante treinta y cinco años”, en: Elucidario nº 4 (septiembre de 2007), pp. 73-78, Seminario bio-bibliográfico de Manuel Caballero Venzelá. ISSN 1885-9658.

- "Pío Aguirre Rodríguez. La Ginecología y Obstetricia giennense". Seminario médico, ISSN 0488-2571, Vol. 57, n.º. 1, 2005, pags. 13-18.

- "Medicina ochocentista giennense. El doctor Benito García de los Santos, Médico filósofo y publicista". Seminario médico, ISSN 0488-2571, Vol. 56, n.º. 3, 2004, pags. 103-112.

- "Los apuntes de Anatomía y Fisiología Social de Federico Rubio y Galí". Seminario médico, ISSN 0488-2571, Vol. 56, n.º. 1, 2004, pags. 106-110.

- "Rasgos de la personalidad del doctor José Montilla Bono". Seminario médico, ISSN 0488-2571, Vol. 56, n.º. 2, 2004, pags. 11-14.

- "Traumatismos ano-rectales y su secuela, la incontinencia anal". Seminario médico, ISSN 0488-2571, Vol. 56, n.º. 1, 2004, pags. 7-10.

- "La obra médica de Francisco Delicado". Seminario médico, ISSN 0488-2571, Vol. 55, n.º. 2, 2003, pags. 115-123.

- "El quehacer quirúrgico del doctor Andrés de León y su libro de Cirugía: Baeza, 1950". Boletín del Instituto de Estudios Giennenses, ISSN 0561-3590, n.º. 185, 2003, pags. 341-354.

- "Cirugía giennense durante el siglo XX". Seminario médico, ISSN 0488-2571, Vol. 54, n.º. 1, 2002, pags. 103-113.

- "Evaluación clínica del suelo pélvico". Seminario médico, ISSN 0488-2571, Vol. 54, n.º. 2, 2002, pags. 15-26.

- "Tumores retro-rectales". Seminario médico, ISSN 0488-2571, Vol. 54, n.º. 2, 2002, pags. 12-14.

- "Fascitis necrotizante del Periné". Seminario médico, ISSN 0488-2571, Vol. 53, n.º. 1, 2001, pags. 43-50.

- "Desórdenes de la defecación. La obstrucción distal funcional como causa de estreñimiento crónico". Seminario médico, ISSN 0488-2571, Vol. 53, n.º. 1, 2001, pags. 7-11.

- "Hijas de la Caridad. Su actividad en el Hospital Provincial de San Juan de Dios". Seminario médico, ISSN 0488-2571, Vol. 53, n.º. 1, 2001, pags. 15-21.

- "El doctor Bartolomé Piñero y Siles, médico ubetense del siglo XVIII". Seminario médico, ISSN 0488-2571, Vol. 52, n.º. 1, 2000, pags. 99-100.

- "Medicina y política. Dos personajes de Jaén de nuestro siglo: Fermín Palma García y Juan Pedro Gutiérrez Higueras". Seminario médico, ISSN 0488-2571, Vol. 51, n.º. 3, 1999, pags. 11-15.

- "Nuevas formas de colopatías inflamatorias. Las colitis microscópicas: colitis colagénicas y linfocitarias". Seminario médico, ISSN 0488-2571, Vol. 51, n.º. 2, 1999, pags. 7-10.

- "Juan Pedro Gutiérrez Higueras (1901-1978)". Seminario médico, ISSN 0488-2571, Vol. 51, n.º. 3, 1999, pags. 67-111.

- "Anatomía de la región perianal". Seminario médico, ISSN 0488-2571, Vol. 50, n.º. 3, 1998, pags. 65-76.

- "Cirugía mayor ambulatoria". Seminario médico, ISSN 0488-2571, Vol. 50, n.º. 1, 1998, pags. 74-85.

- "Nota histórica giennense: El doctor don Antonio José García Anguita (1842-1904)". Seminario médico, ISSN 0488-2571, Vol. 49, n.º. 1, 1997, pags. 68-73.

- "Cancer colorrectal y metástasis hepáticas". Seminario médico, ISSN 0488-2571, Vol. 49, n.º. 2, 1997, pags. 7-10.

- "Linfoma perinal primario en paciente con síndrome de inmunodeficiencia adquirida". Seminario médico, ISSN 0488-2571, Vol. 49, n.º. 3, 1997, pags. 83-86.

- "Reflexiones respecto al tratamiento actual del cáncer de recto". Seminario médico, ISSN 0488-2571, Vol. 48, n.º. 2, 1996, pags. 88-94.

- "Nuevas técnicas quirúrgicas y responsabilidades del cirujano". Seminario médico, ISSN 0488-2571, Vol. 48, n.º. 1, 1996, pags. 7-10.

- "Pneumatosis quística de colon". Seminario médico, ISSN 0488-2571, Vol. 47, n.º. 1, 1995, pags. 116-123.

- "Tumores vellosos de recto, a propósito de 30 casos. Su exéresis convencional y con microcirugía endoscópica transanal". Seminario médico, ISSN 0488-2571, Vol. 47, n.º. 2, 1995, pags. 33-42.

- "Relación alma/cuerpo en la mística sanjuanista". Boletín del Instituto de Estudios Giennenses, ISSN 0561-3590, n.º. 153, 2, 1994, pags. 1097-1106.

- "Evolución histórica de la cirugía rectal". Seminario médico, ISSN 0488-2571, Vol. 46, n.º. 2, 1994, pags. 25-31.

- "La reparación quirúrgica del rectocele. A propósito de 11 observaciones". Seminario médico, ISSN 0488-2571, Vol. 46, n.º. 1, 1994, pags. 30-36.

- "La obra de Caspar Stromayr en la historia de la cirugía de la hernia". Seminario médico, ISSN 0488-2571, Vol. 45, n.º. 2, 1993, pags. 12-20.

- "La fisiología general del doctor Balbino Quesada Agius". Boletín del Instituto de Estudios Giennenses, ISSN 0561-3590, n.º. 150, 1993, pags. 447-460.

- "Coste de la herniorrafia inguinal de Shouldice en régimen asistencial privado". Seminario médico, ISSN 0488-2571, Vol. 45, n.º. 1, 1993, pags. 32-35.

- "La técnica de colostomía continente del doctor San Martín". "Cirugía Española" Volumen 54, septiembre de 1991, Núm 3. 283-285.

- "La fascia transversalis como estructura básica de la herniorrafia de Shouldice". Seminario médico, ISSN 0488-2571, n.º. 44, 1991, pags. 101-118.

- "La dolencia de un Doctor Místico que muere en Úbeda". Seminario médico, ISSN 0488-2571, n.º. 44, 1991, pags. 9-12.

### Colaboraciones
- "Medicina giennense renacentista. Médicos del Cabildo Catedralicio", en: Doce Calas en el Renacimiento / Mª Dolores Rincón González. Editora, Universidad de Jaén. Jaén, 2007. ISBN.: 978-84-8439-366-5, pags. 137-162.

- "Rafael Martínez Molina", en: Universitarios giennenses en la Historia : apuntes bibliográficos / coord. por Pedro Antonio Galera Andreu, Vicente Salvatierra Cuenca, 2004, ISBN 84-8439-205-8, pags. 173-187.

- "Los apuntes de anatomía y fisiología social de Federico Rubio y Galí", en: Medicina y sociedad en la España de la segunda mitad del siglo XIX: una aproximación a la obra de Federico Rubio y Galí, (1827-1902) / coord. por Juan Luis Carrillo Martos, Ayuntamiento de El Puerto de Santa María y Asociación para la Formación, Investigación y Asistencia Médica de Andalucía “Federico Rubio”. Puerto de Sta. María (Cádiz), 2003, ISBN 84-89141-59-2, pags. 231-237.

### Libros
- Historia de la Coloproctología Española. Siglos XVIII y XIX. Iberoprinter S.L.L., 2011. ISBN 978-84-615-2896-7.

- Vida y Obra del Doctor Benito García de los Santos. Secretario de Jaime Balmes. Salamanca: Europa Artes Gráficas, 2006. D.L.: S. 1004-2006.

- Historia de las Reseñas de los Ejercicios del Instituto de Terapéutica Operatoria del Hospital de la Princesa (1881-1885). Salamanca: Europa Artes Gráficas, 2002. Obra escrita conjuntamente con Mª Cristina Palma Carazo (Dra. en Farmacia).

- Vida y Obra del Doctor Alejandro San Martín Satrústegui. Salamanca: Sociedad Vasca de Historia de la Medicina. Europa Artes Gráficas, 1997.

- Vida y obra del doctor Martínez Molina: anatómico y cirujano del siglo XIX. Jaén: Instituto de Estudios Giennenses, 1995. ISBN 84-87115-33-0.

- Antropología Trascendente en la Mística Sanjuanista. Jaén: Gráficas Catena, 1995. DL: J 42-1995

- Aproximación a la Antropología Religiosa de Pedro Poveda.  Zamora: Ediciones Montecasino, 1993. DL:ZA 216-1993.

- Patografía de San Juan de la Cruz. Zamora: Ediciones Montecasino, 1989. ISBN 84-404-5451-1.

- Historia del Hospital de la Santa Misericordia y de San Juán de Dios de Jaén. Salamanca. Europa Artes Gráficas, 1982. ISBN 84-300-8241-7.

- Hemorroides: epidemiología, cuadro clínico, evolución y tratamiento. 1981. ISBN 84-300-4184-2.

- Jaén en la Historia de la Medicina Española. Jaén: Unión Tipográfica, 1980. ISBN 84-300-6855-4.

- Theses, Physicas, Medicas, Chirurgicas, Pharmaceuticas. Doct. D. Emmanuel de Cozar Chirinos y Ponce. Academia de Medicina Giennense. Sesión, 19. Mayo. 1758. Reproducción Facsímil. Jaén: Instituto de Estudios Giennenses. Unión Tipográfica, 1980. D.L.: J. 66-1981

- Descompresiones Portales Selectivas. Clínica Quirúrgica La Inmaculada, 1979. ISBN 84-300-0810-1.

- Vida y Obra de Viana Mentesano. Salamanca: Universidad, Instituto de Historia de la Medicina Española. Gráficas Europa, 1977. ISBN 84-400-3044-4.

- Cincuentenario (1925-1975) Clínica La Inmaculada, FEPAGA - Fermín Palma Editor, Jaén, 1976, 91 pp. ISBN 978-84-400-9628-9

- El Doctor y el Licenciado Manzaneda. Médicos del Cabildo de Jaén. Salamanca: Instituto de Historia de la Medicina Española. Gráficas Europa, 1972. DL:S. 181-1972.

- Vida y Obra del Doctor Martínez Molina. Anatómico y Cirujano del Siglo XIX. La Perla de San Carlos. Salamanca: Gráficas Europa, 1968. DL:S. 264-1986

- Vida y Obra del Doctor Juán Gutiérrez de Godoy. Salamanca: Gráficas Europa, 1967. DL:S. 45-1967.

- Datos: Q5859021